# 三亚凤凰国际机场
三亚凤凰国际机场，位于海南省三亞市中西北部的羊栏镇凤凰村（2014年划入天涯区），東距三亞市中心约14公里，西距天涯海角旅遊风景区5公里。三亞鳳凰國際機場1994年7月1日正式通航，此機場有對境外旅客實行落地簽證。凤凰国际机场是中华人民共和国的国内干线机场，机场占地面积七千余亩，航站楼面积8.5万㎡（国内T1航站楼4.2万㎡、T2航站楼2万㎡、国际航站楼2万㎡、贵宾航站楼1.3万㎡），登机廊桥18个，跑道长3,400米，宽60米。
2017年，三亚凤凰国际机场旅客吞吐量1938万人次。凤凰机场已成立3家基地公司，2017年，凤凰机场累计运营的航空公司有44家，其中国内公司28家，国际及地区公司16家；运营航线161条，其中国内航线134条，国际及地区航线27条；通达城市97个，国内城市70个，国际及地区城市27个；实现新增航点15个，国内航点7个，国际及地区航点8个。2014年被评为SKYTRAX四星机场。

## 建造历史

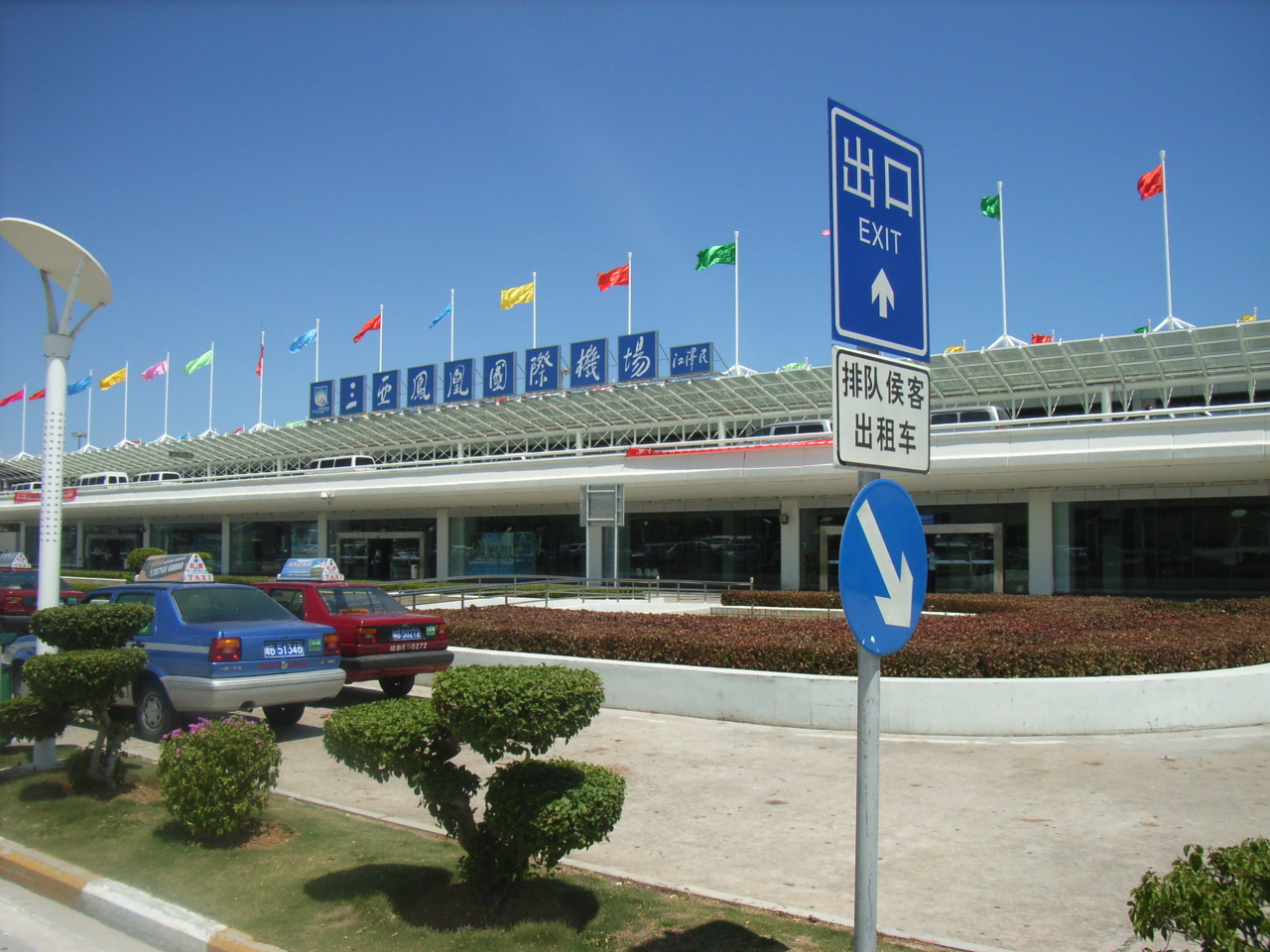
1号航站楼（2006年摄）

为适应三亚地区发展旅游业和促进经济建设的需要，1986年5月广东省政府向国务院、中央军委呈报了《关于新建三亚凤凰村民用机场的请示》。1987年底，国务院和中央军委正式批复同意三亚凤凰民用机场立项建设。
1990年5月，凤凰机场开工建设，总投资14.7亿元。
1994年6月三亚凤凰机场建成，同年7月1日正式通航。机场设计年客流吞吐量150万人次。
2002年5月28日，海南省国资委将凤凰机场委托给海航集团运营管理。
2007年客流量首次突破500万；
2006年1月9日国际航站楼奠基，在2006年7月客運大樓內有告示稱現進行擴建工程。
2010年二期扩建全部完工，工程投资近10个亿，设计年客流吞吐量600万人次，新建和扩建了国内航站楼、国际航站楼、机场宾馆、站坪以及一系列配套设施，航站楼面积新增近3万㎡。
2011年客流量首次突破1,000万，
2011年三期扩建启动，总投资近30亿，共15个项目，重点进行新航站楼建设、消防中心迁建、停机坪扩建和飞行区道路交通布置、生产配套设施升级、新货运中心和贵宾航站楼建设等。三期I阶段改扩建完成后，航站楼面积将达到8.5万㎡，停机位增至60个。三期改扩建项目全部完成后，候机楼面积将达到10万㎡，停机位达到78个，届时可保障年客流量2,500万人次。
2012年9月8日，三亚凤凰国际机场候机楼免费无线网络（wifi）项目正式投入使用，设计容量支持3,000人同时在线。
2014年1月8日，海南岛新航路调整方案得到最终批复，改变了长期以来进出三亚的民航班机只有一条纵贯海南岛的航路的现状，提升航班正常率。
2014年6月26日，三亚凤凰机场荣膺SKYTRAX“四星机场”。
2018年9月20日，三亚凤凰国际机场新扩国际航站楼投入使用。
2021年2月19日，三亚凤凰国际机场发布公告称，凤凰国际机场公司收到海南省高院送达的（2021）琼破申51号《民事裁定书》及（2021）琼破51号《决定书》。根据《民事裁定书》、《决定书》，海南省高院裁定受理债权人对凤凰国际机场公司提出的破产重整申请。
2023年11月20日，三亚凤凰国际机场三期改扩建项目开工，预计2025年底建成。新建项目包括12万平方米T3航站楼、7个E类近机位、3.88万平方米停车楼、0.45万平方米站前换乘中心以及配套设施。

## 设施与服务

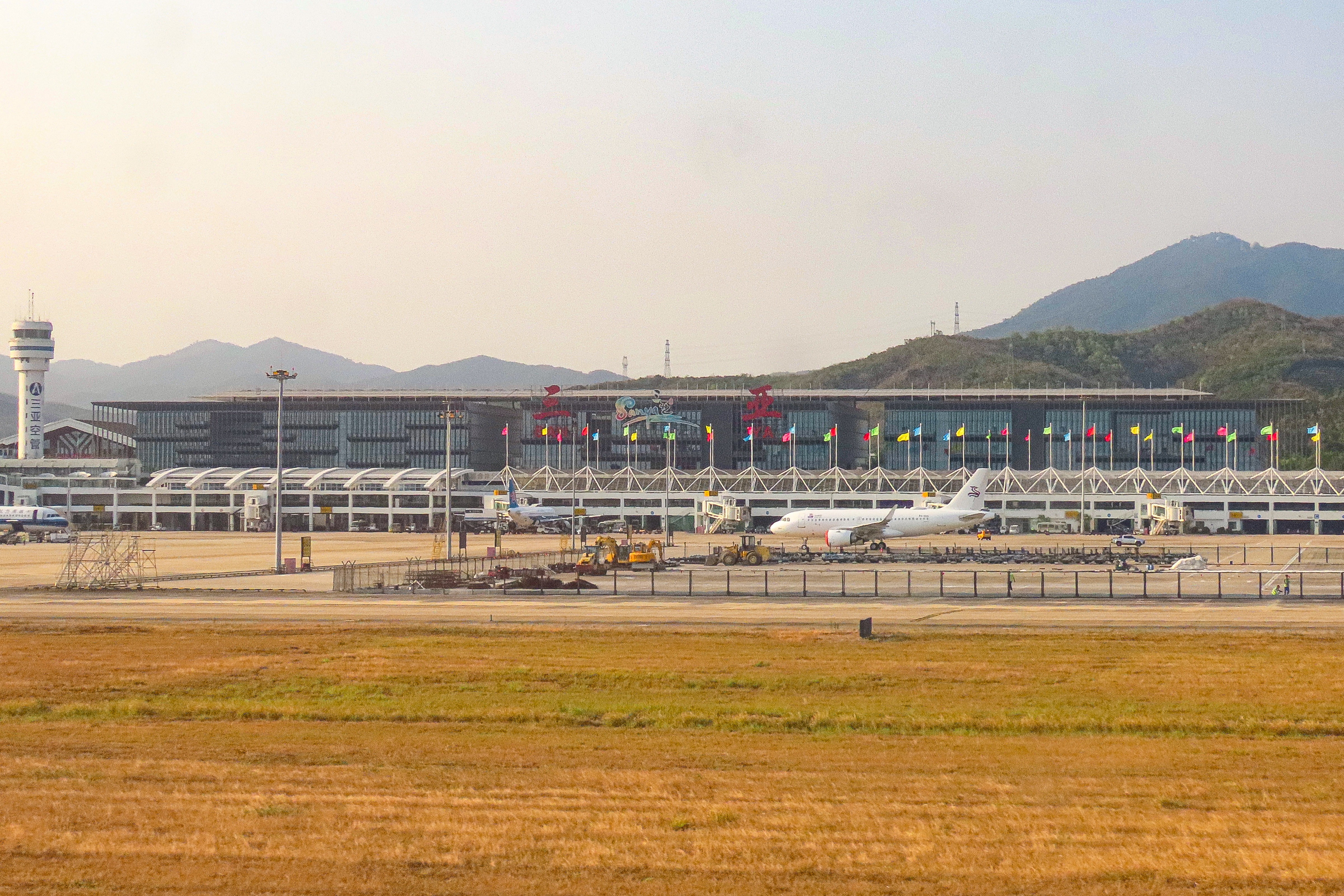
国内T1航站楼，图片左侧塔台后方为海南环岛高铁凤凰机场站

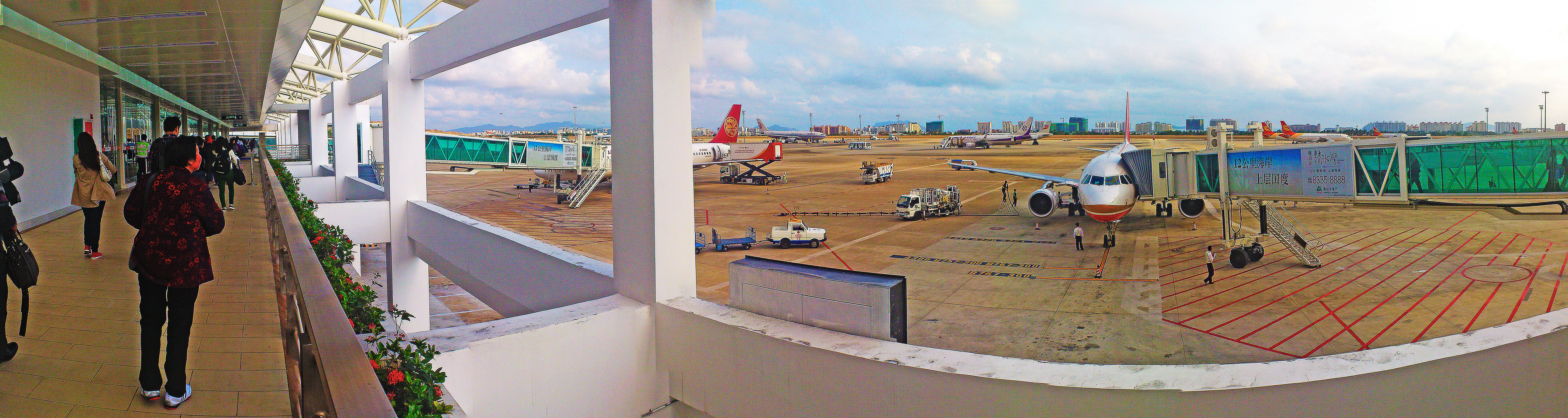
乘客通道全景图

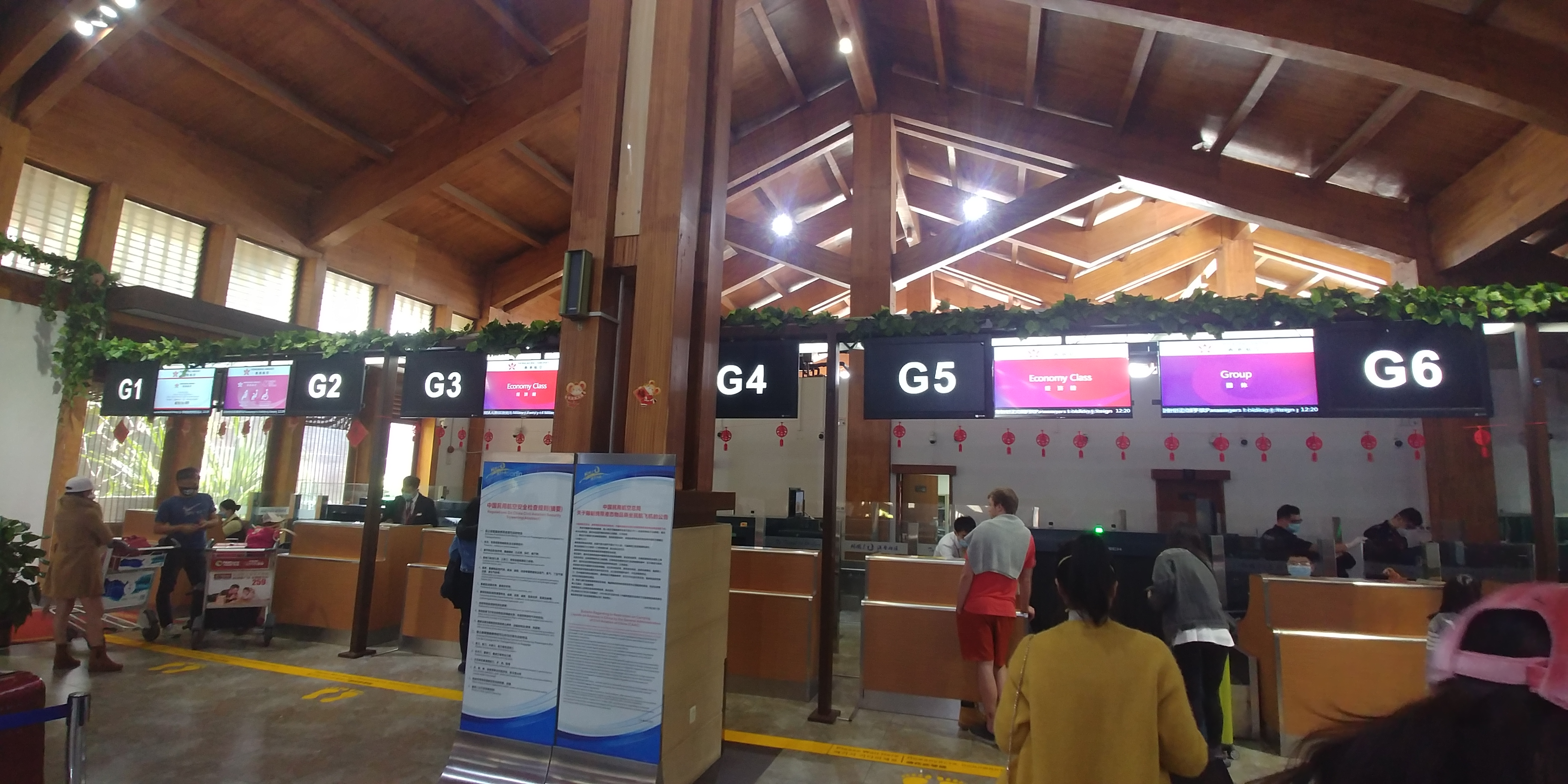
国际航站楼登机柜位

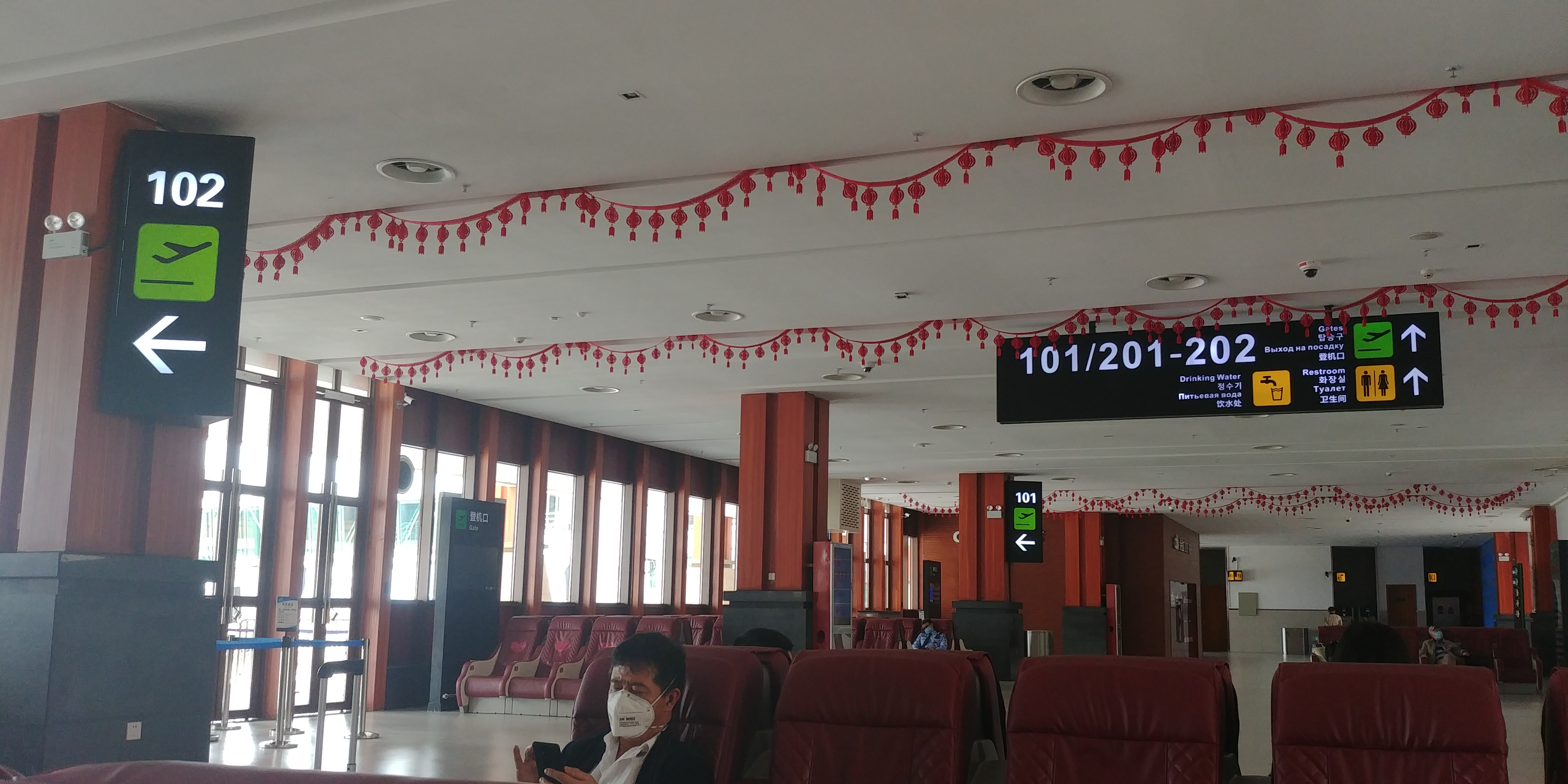
国际航站楼候机大堂

凤凰机场现航站楼面积为8.5万㎡（国内T1航站楼4.2万㎡、T2航站楼2万㎡、国际航站楼2万㎡、贵宾航站楼1.3万㎡），登机廊桥18个。
跑道长3,400米，宽60米（含道肩），由西向东为主降方向，可满足波音747、空客340等大型飞机全载起降的要求，停机坪可同时安全停放48架大中型客机。

## 航空公司和目的地

### 境內航线

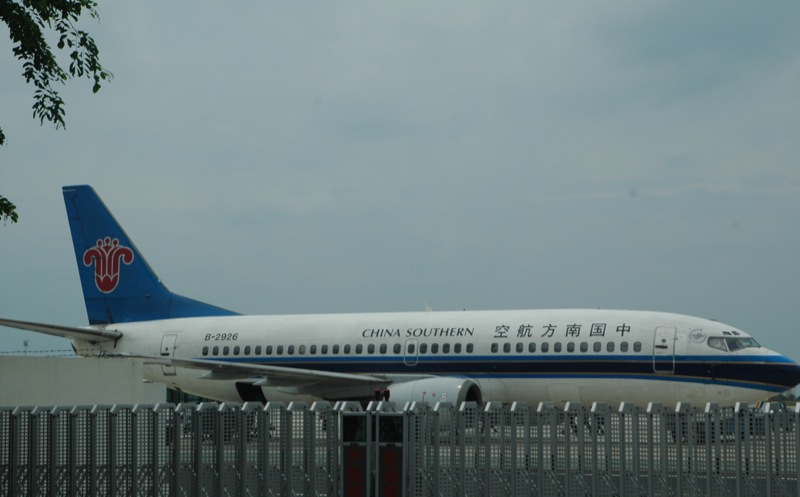
中国南方航空的波音737-300型客机停泊在三亚凤凰国际机场

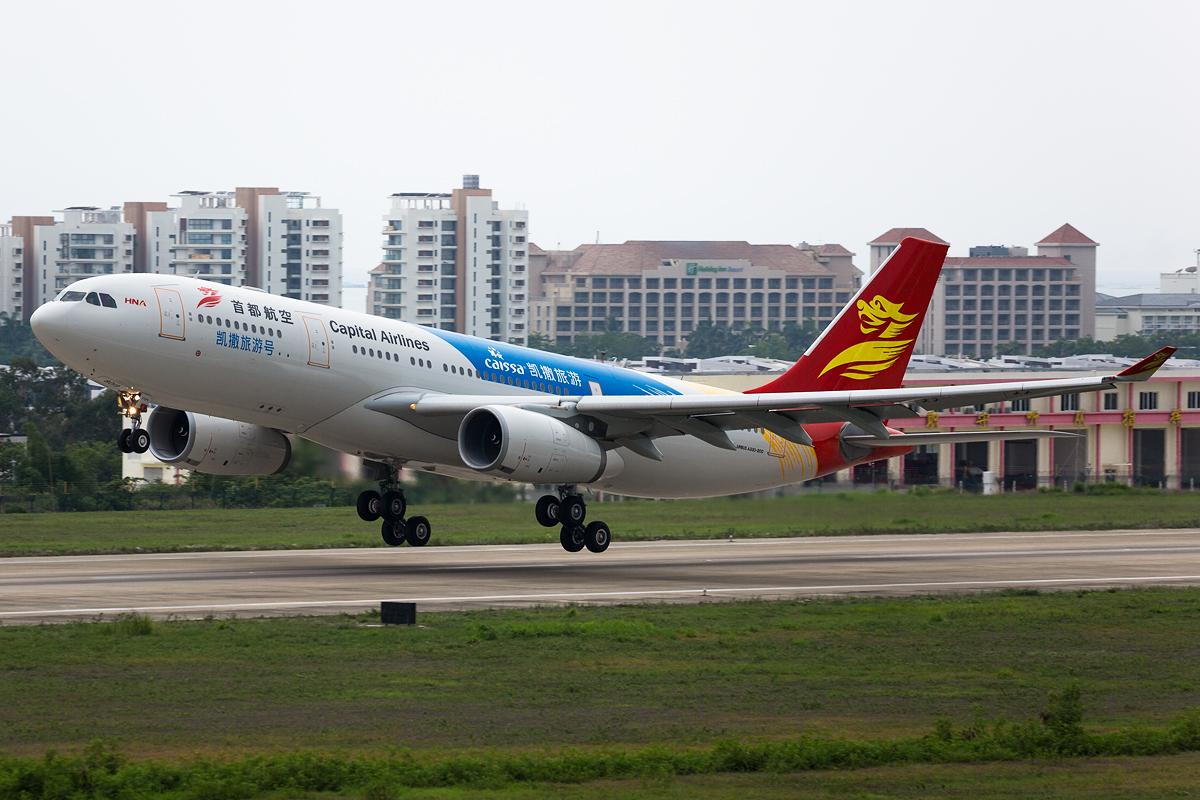
首都航空的空中客车A330-200型客机在三亚凤凰国际机场起飞

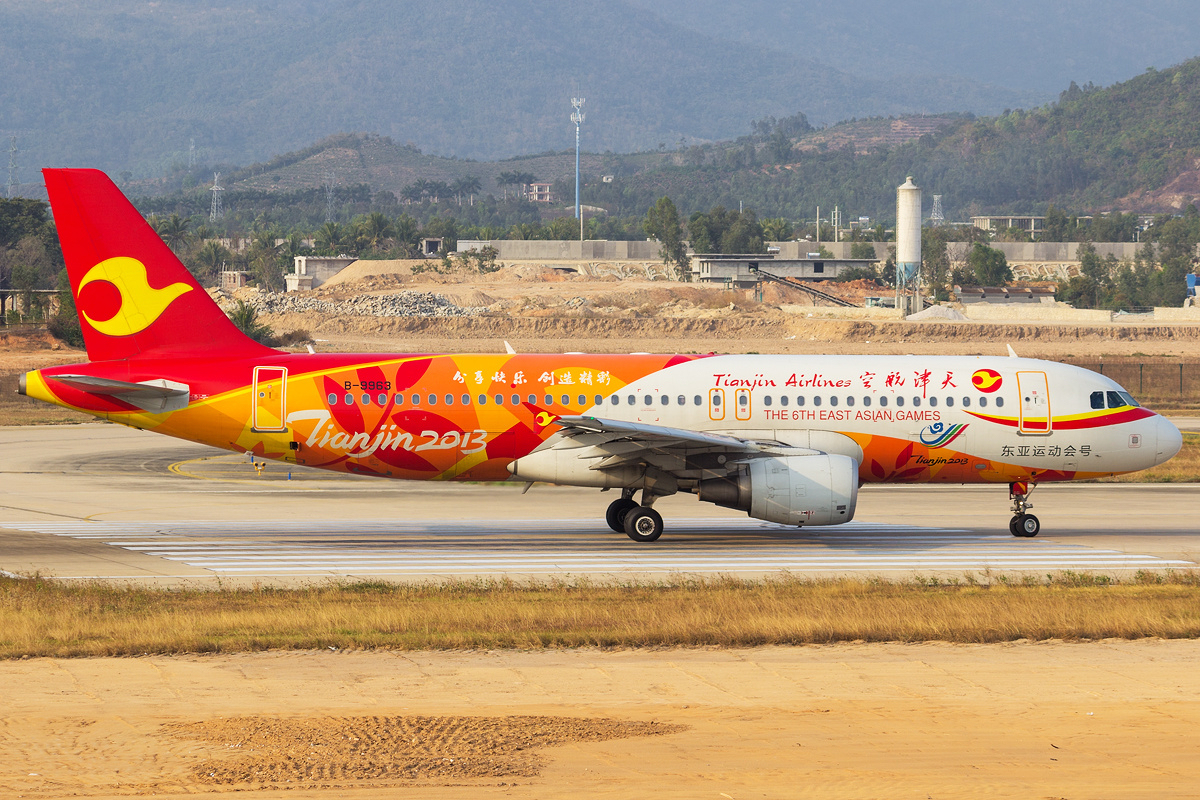
天津航空的空中巴士A320-200型客机在三亚凤凰国际机场滑行

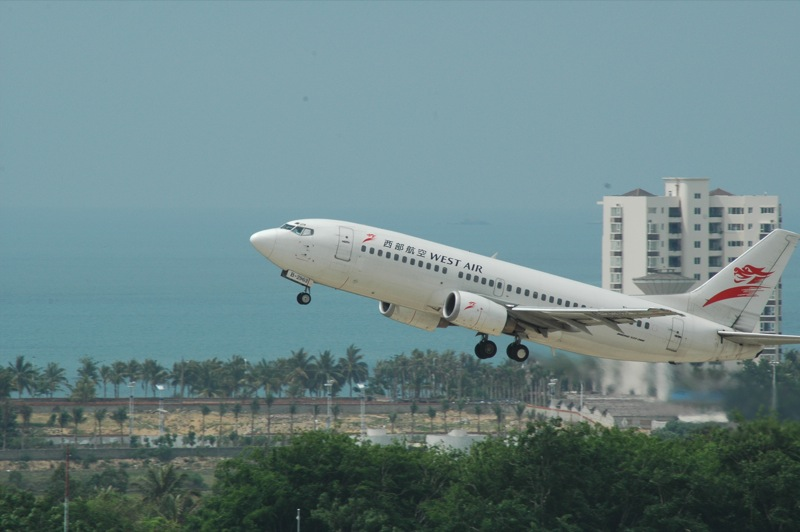
西部航空的波音737-300型客机在三亚凤凰国际机场起飞

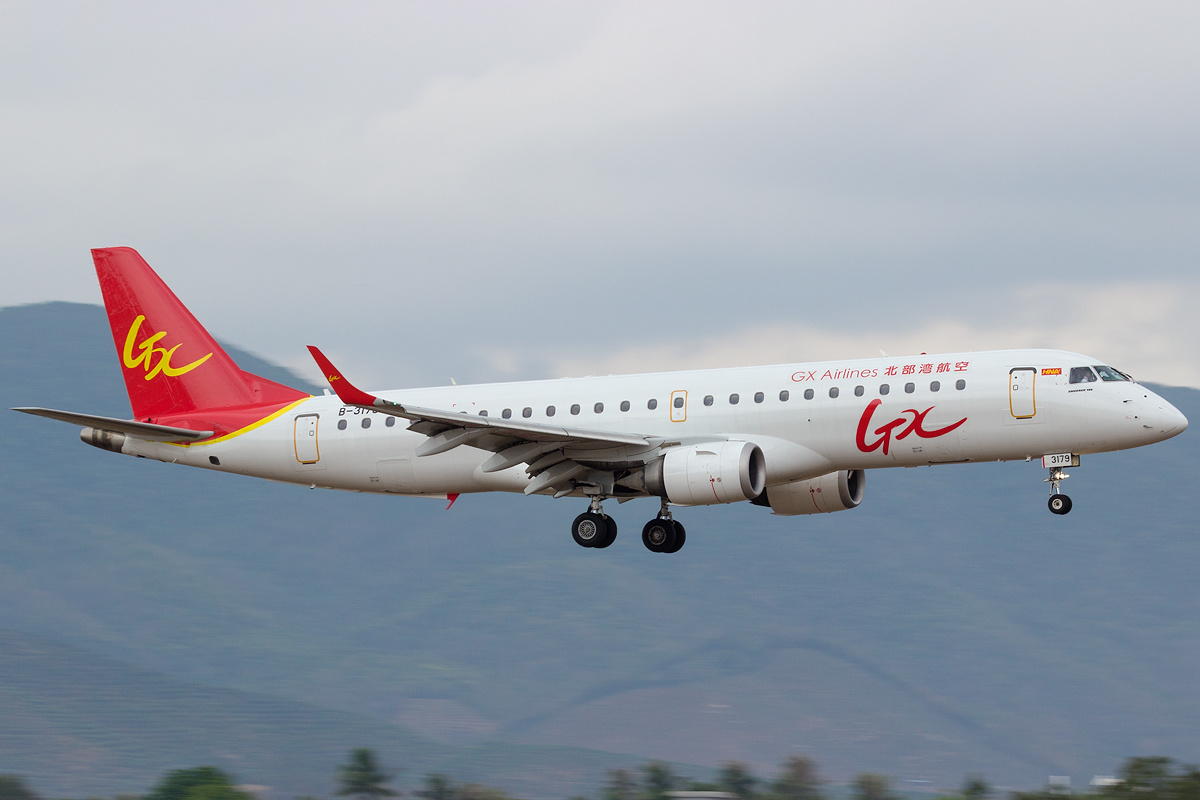
北部湾航空的EMR-190LR型客机正在降落于三亚凤凰国际机场

| 航空公司     | 目的地 |
| ------------ | --- |
| 中国南方航空 | 北京/大兴、天津、上海/浦东、成都/天府、重庆、广州、哈尔滨、长春、沈阳、南京、杭州、郑州、武汉、长沙、贵阳、昆明、深圳、乌鲁木齐、珠海、揭阳/潮汕、运城、鄂尔多斯（经停郑州） 季節性：湛江 |
| 中国东方航空 | 北京/大兴、上海/浦东、成都/天府、南京、太原、西安、武汉、兰州、昆明、无锡、桂林、衡阳、柳州、西安（经停梧州）                                                                             |
| 海南航空     | 北京/首都、重庆、成都/天府、济南、南京、杭州、郑州、西安、武汉、长沙、南昌、合肥、贵阳、呼和浩特、深圳、寧波、泉州、襄阳、临汾、武當山                                                    |
| 首都航空     | 北京/大兴、天津、成都/天府、石家庄、濟南、杭州、福州、南宁、太原、西安、武汉、长沙、合肥、南昌、银川、临沂、宜春、盐城                                                                    |
| 四川航空     | 北京/首都、重庆、成都/双流、乌鲁木齐、濟南、太原、贵阳、烟台、寧波、溫州、桂林、宜宾、绵阳、西宁（经停泸州）                                                                              |
| 深圳航空     | 北京/首都、深圳、溫州、运城、沈阳（经停南通） |
| 中国国际航空 | 北京/首都、天津、重庆、成都/天府 |
| 西部航空     | 重庆、濟南、郑州、南昌、泉州 |
| 天津航空     | 天津、西安、遵義、湛江、揭阳/潮汕 |
| 成都航空     | 成都/双流、长沙、合肥、遵義 |
| 厦门航空     | 北京/大兴、杭州、廈門 |
| 山東航空     | 濟南、郑州、上饶 |
| 春秋航空     | 上海/虹桥、上海/浦东、石家庄、天津 |
| 吉祥航空     | 上海/虹桥、南京、杭州、無錫 |
| 上海航空     | 上海/虹桥、上海/浦东 |
| 中国联合航空 | 北京/大兴、石家庄 |
| 祥鹏航空     | 成都/天府、昆明 |
| 福州航空     | 赣州、遵義 |
| 奥凯航空     | 天津、南宁 |
| 长安航空     | 西安（經停兴义） |
| 东海航空     | 南通（经停长沙） |
| 西藏航空     | 成都/双流 |

### 港澳台/國際航线

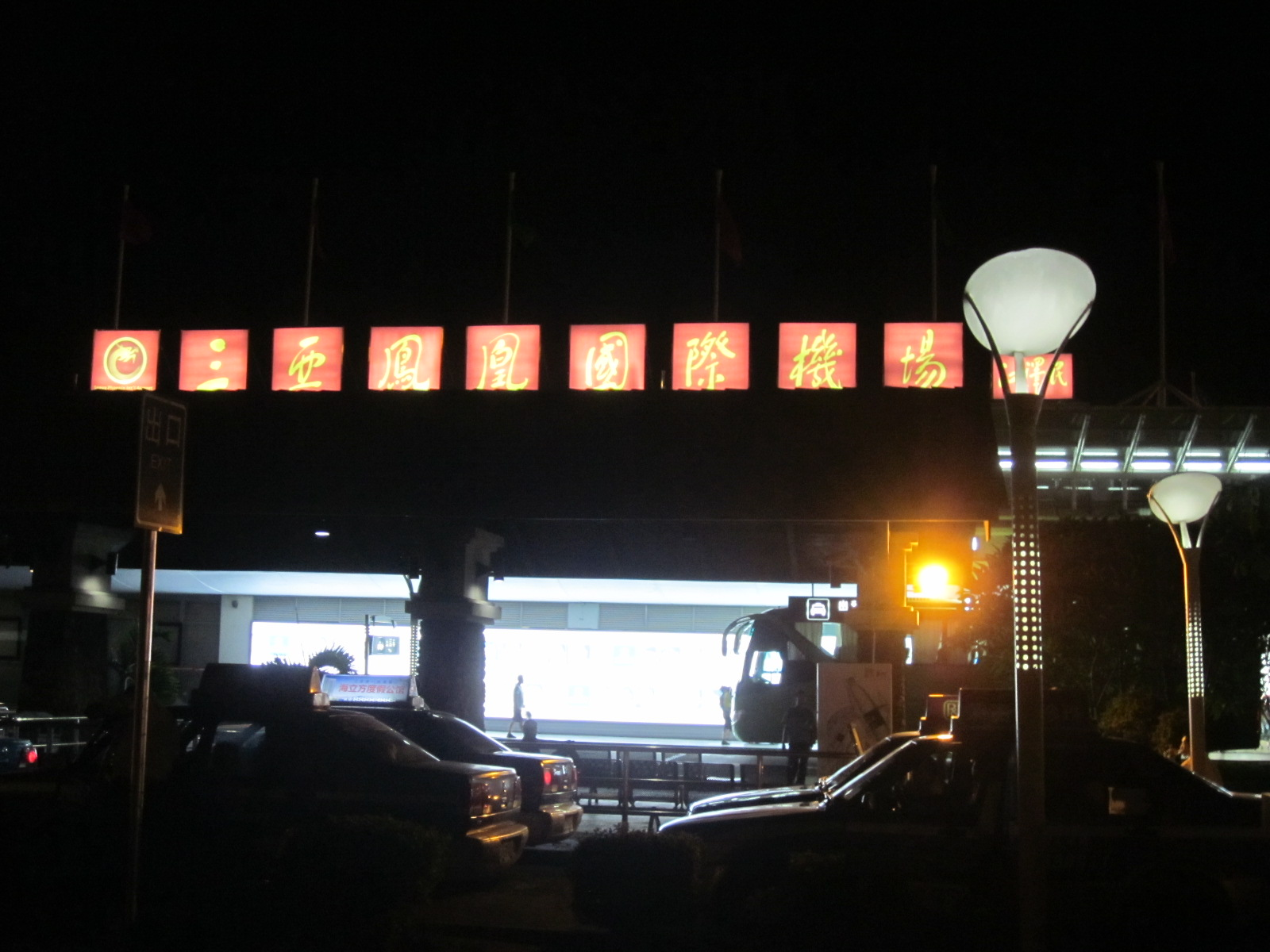
凤凰机场夜景

| 航空公司         | 目的地                                                                        |
| ---------------- | ----------------------------------------------------------------------------- |
| 首都航空         | 喀山（包机）                                                                  |
| 吉祥航空         | 烏蘭巴托                                                                      |
| 香港航空         | 香港                                                                          |
| 香港快運航空     | 香港                                                                          |
| 大韓航空         | 首尔/仁川（包機）                                                             |
| 德威航空         | 首尔/仁川                                                                     |
| 釜山航空         | 釜山                                                                          |
| 泰国獅子航空     | 曼谷/廊曼                                                                     |
| 柬埔寨航空       | 金邊、新加坡                                                                  |
| 獅子航空         | 雅加達                                                                        |
| 越旅航空         | 河内                                                                          |
| 越捷航空         | 芽庄                                                                          |
| 越竹航空         | 河内（旅遊包機）、胡志明市（旅遊包機）                                        |
| 匈奴航空         | 烏蘭巴托                                                                      |
| 阿斯塔納航空     | 阿拉木图                                                                      |
| 斯卡特航空       | 阿拉木图、阿斯塔纳                                                            |
| 烏茲別克斯坦航空 | 塔什干                                                                        |
| 東翼航空         | 塔什干                                                                        |
| 俄羅斯航空       | 莫斯科/谢列梅捷沃、圣彼得堡、海參崴、新西伯利亞、葉卡捷琳堡、喀山、伯力、乌法 |
| 羅西亞航空       | 克拉斯诺亚尔斯克                                                              |
| 烏拉爾航空       | 葉卡捷琳堡（季節性）                                                          |
| 白俄羅斯航空     | 明斯克（2025年10月8日開辦）                                                   |
| 神鹰航空         | 法兰克福（經曼谷）                                                            |

## 统计
请参阅源Wikidata查询.

## 机场交通

### 鐵路
海南西环高速铁路：鳳凰機場站

### 机场巴士
- 1号线往大东海，票价15元
- 3号线往亚龙湾，票价25元

### 公共汽车
- 8往榆林市场
- 27往亚龙湾海底世界
- 32往三亚学院

### 的士
三亚的士起步价为10元，2公里后每公里收费2.2元。

## 外部連結
- 三亚凤凰国际机场